# Led Zeppelin II
| Recensione                        | Giudizio            |
| --------------------------------- | ------------------- |
| AllMusic                          | [ 12 ]              |
| Robert Christgau                  | B                   |
| The New Rolling Stone Album Guide | [ 14 ]              |
| Sputnikmusic                      | 5.0 (Classic)       |
| Piero Scaruffi                    | [ 16 ]              |
| Ondarock                          | (Disco consigliato) |
| Dizionario del Pop-Rock           | [ 18 ]              |
| 24.000 dischi                     | [ 19 ]              |
| Storia della musica               | [ 20 ]              |
| Discogs                           | [ 21 ]              |
| Pitchfork                         | [ 22 ]              |

Led Zeppelin II è il secondo album in studio del gruppo musicale britannico Led Zeppelin, pubblicato il 22 ottobre 1969 negli Stati Uniti d'America e il 31 dello stesso mese nel Regno Unito dalla Atlantic Records.
Ritenuto uno dei capolavori del genere, l'album raggiunse la prima posizione nella classifica statunitense Billboard 200 per sette settimane, nella britannica Official Albums Chart, in Australia, Canada, Spagna, Paesi Bassi e Germania, la seconda in Norvegia, la terza in Francia e l'ottava in Giappone.
La rivista Rolling Stone lo colloca alla posizione n. 79 nella lista dei 500 migliori album di tutti i tempi.

## Storia
(Jimmy Page)
A causa delle pressioni della casa discografica, Led Zeppelin II venne registrato in fretta durante le pause di un tour:
(Jimmy Page)
Le sessioni di registrazione per l'album ebbero luogo agli Olympic e Morgan Studios a Londra; agli A&M, Quantum, Sunset, Mirror Sound e Mystic Studios di Los Angeles; agli Ardent Studios di Memphis (Tennessee); A&R, Juggy Sound, Groove e Mayfair Studios di New York City; e "Hut" di Vancouver. La produzione fu interamente accreditata a Jimmy Page anche se si trattò del primo album dei Led Zeppelin a ricorrere alla collaborazione del tecnico del suono Eddie Kramer.
Come per il precedente album d'esordio, vennero rielaborati riff presi da brani dei bluesmen Willie Dixon e Howlin' Wolf, cosa che portò ad accuse di plagio da parte della critica e a varie cause in tribunale. Una canzone scartata dalle sessioni per l'album, La La è stata inclusa nella ristampa Deluxe Edition dell'album nel 2014.

## Pubblicazione e accoglienza
L'album venne pubblicato il 22 ottobre 1969 su etichetta Atlantic Records, con pre-ordini di 400,000 copie. La campagna pubblicitaria del disco venne incentrata sugli slogan "Led Zeppelin – The Only Way to Fly" e "Led Zeppelin II Now Flying". Fu il primo album della band a salire al n. 1 negli Stati Uniti, scalzando Abbey Road dei Beatles dalla vetta della classifica dove rimase per sette settimane. Nell'aprile 1970 aveva registrato tre milioni di vendite nei soli Stati Uniti, mentre in Gran Bretagna restò in classifica per 138 settimane, raggiungendo la vetta nel febbraio 1970.
L'album contiene il brano che divenne il più grande successo della band, Whole Lotta Love, che venne pubblicato come singolo raggiungendo la quarta posizione nella classifica Billboard Hot 100 nel gennaio 1970, dopo che la Atlantic si era opposta al volere del gruppo, pubblicando una versione "accorciata" della canzone su 45 giri. Il successo del disco aiutò a stabilire la reputazione dei Led Zeppelin come attrazione di livello internazionale, e nell'anno seguente, il gruppo continuò a fare tour incessantemente, esibendosi inizialmente in club e sale da ballo, poi in arene più grandi e alla fine negli stadi quando la loro popolarità crebbe.
Il 10 novembre 1969, l'album fu certificato disco d'oro dalla Recording Industry Association of America e nel 1990 divenne cinque volte disco di platino con vendite di oltre 5 milioni di copie. Il 14 novembre 1999 raggiunse i dodici milioni di copie vendute e fu certificato 12 volte disco di platino dalla RIAA.

## Copertina

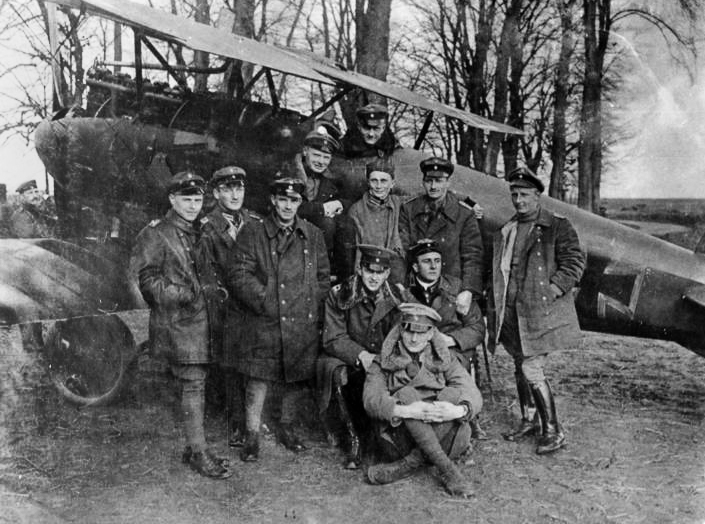
La fotografia della Prima guerra mondiale sulla quale fu basata la grafica di copertina dell'album.

Il design della copertina fu opera di David Juniper, al quale la band aveva semplicemente chiesto di "tirare fuori un'idea interessante". Juniper era un ex compagno di studi di Page alla Sutton Art College nel Surrey. La grafica della copertina si basò su una fotografia della Divisione Jagdstaffel 11 della Luftstreitkräfte durante la prima guerra mondiale, la famosa squadriglia volante capitanata dal celebre "Barone Rosso". Dopo aver colorato la foto, le facce dei quattro membri della band furono aerografate sui volti originali presi da una pubblicità del 1969. Gli altri visi aggiunti, secondo Juniper, furono Miles Davis o Blind Willie Johnson, un amico di Andy Warhol (possibilmente Mary Woronov) e l'astronauta Neil Armstrong, anche se in realtà si tratta dell'astronauta Frank Borman.
Nel 1970 Juniper ricevette una nomination ai Grammy Award nella categoria Grammy Award for Best Recording Package per la copertina di Led Zeppelin II.

## Tracce

### Lato A
1. Whole Lotta Love – 5:35 (Jimmy Page, Robert Plant, John Paul Jones, John Bonham e Willie Dixon)
2. What Is and What Should Never Be – 4:45 (Jimmy Page e Robert Plant)
3. The Lemon Song – 6:19 (Jimmy Page, Robert Plant, John Paul Jones, John Bonham e Chester Burnett)
4. Thank You – 4:49 (Jimmy Page e Robert Plant)

### Lato B
1. Heartbreaker – 4:14 (Jimmy Page, Robert Plant, John Paul Jones e John Bonham)
2. Living Loving Maid (She's Just a Woman) – 2:39 (Jimmy Page e Robert Plant)
3. Ramble On – 4:24 (Jimmy Page e Robert Plant)
4. Moby Dick – 4:20 (Jimmy Page, John Paul Jones e John Bonham)
5. Bring It on Home – 4:21 (Jimmy Page, Robert Plant, John Paul Jones, John Bonham e Willie Dixon)

## Descrizione dei brani

### Lato A
- Whole Lotta Love apre il disco, si tratta del primo singolo della band a raggiungere la vetta delle classifiche di vendita. La canzone è stata oggetto di un contenzioso da parte di Willie Dixon per alcune affinità col suo brano You Need Love registrato inizialmente da Muddy Waters nel 1963. Nel 1966 anche gli Small Faces pubblicarono una cover del brano nel loro album di esordio omonimo con il titolo You Need Loving, indicando come autori Steve Marriott e Ronnie Lane: nessuna causa risulta però intentata dall'autore nei loro confronti né sono mai stati cambiati i crediti del brano. Il testo della canzone è caratterizzato da numerose allusioni di tipo sessuale e da un complesso intermezzo strumentale di ispirazione psichedelica in cui Robert Plant, fra le altre cose, sembra simulare un orgasmo.
- What Is and What Should Never Be è una ballata, in cui Page alterna il proprio fraseggio acustico con un riff discendente di chitarra elettrica e Plant impone la propria performance vocale, caricando e poi liberando il fraseggio lirico come fossero frecce scagliate da un arco. Nel finale, sottolineato dalla sonorità espansiva di un gong, il riff di chitarra si alterna sul canale destro e sinistro della registrazione stereo, mentre Plant completa la propria serrata sequenza vocale.
- The Lemon Song è il terzo brano dell'album, dove il limone è un'allusione all'organo sessuale maschile, è una rielaborazione di Killin' Floor, un classico blues di Howlin' Wolf, che non viene però citato fra gli autori del brano; nella parte centrale del pezzo, dopo un grande assolo, Page lascia spazio ad una lunga sequenza dominata dal basso di John Paul Jones, per poi riunirsi nel finale nella classica chiamata-risposta "chitarra-voce" già sperimentata in You Shook Me del precedente omonimo Led Zeppelin I
- Thank You il brano che chiude il primo lato, è una struggente ballata acustica ricamata da Page, su cui l'organo di John Paul Jones intreccia una delicata matrice sonora, che Plant sfrutta per rivolgere un accorato tributo alla moglie Maureen.

### Lato B
- All'inizio del secondo lato, prima Heartbreaker e poi Living Loving Maid (She's Just a Woman), spesso trasmesse in combinazione dalle stazioni radiofoniche, riportano il disco alla propria matrice più squisitamente hard rock.
- Heartbreaker in particolare, con il suo riff inconfondibile e l'incedere marziale, riporta il tema su un power-rock prototipale che parla di donne e prostitute; l'assolo, eseguito nella parte centrale del brano, viene spesso citato per aver introdotto la tecnica chitarristica del tapping, poi ampiamente utilizzata da chitarristi quali Steve Vai o Eddie Van Halen; quest'ultimo, in particolare, si dice abbia perfezionato la sua tecnica chitarristica proprio sulle note di questo brano.
- Living Loving Maid eseguita in immediata successione alla precedente Heartbreaker, rimane forse un passo indietro rispetto al resto dell'album; non a caso, viene talvolta citato come uno dei brani meno graditi a Jimmy Page di tutto il repertorio degli Zeppelin.
- Ramble On riparte da un arpeggio acustico di Page accompagnato da John Bonham che tiene il tempo sulle gambe o sulla cassa acustica di una chitarra o su uno sgabello (nessuno sembra ricordarlo con precisione), a cui si aggiunge la solita pennellata di basso di John Paul Jones; entra improvviso il ritornello e Page sbatte lì, con la sua apparente noncuranza, il consueto "smashing riff" di chitarra, trasportando gli Zeppelin e gli ascoltatori in un trip visionario di ispirazione Tolkieniana.
- Moby Dick è un pezzo studiato appositamente per lasciare il maggiore spazio possibile al pirotecnico virtuosismo del batterista John Bonham, che esegue un lungo assolo, che in concerto poteva essere dilatato a dismisura, arrivando in taluni casi a quasi mezzora di esecuzione, ma nell'album la canzone dura quasi quattro minuti e mezzo.
- "Bring It on Home"  è la cover dell'omonimo brano di Sonny Boy Williamson dove gli Zeppelin si ricollocano sul terreno il blues, con una versione che ben evidenzia l'opera di rivisitazione musicale operata dagli Zeppelin sugli standard blues, rimarcando con nitidezza la linea di separazione esistente tra passato e futuro, tra versione originale e rielaborazione zeppeliniana.

## Formazione
- Robert Plant - voce, armonica in Bring It on Home
- Jimmy Page - chitarra elettrica e acustica, cori, theremin in Whole Lotta Love
- John Paul Jones - basso, organo Hammond in Thank You, cori
- John Bonham - batteria, timpani, cori

## Classifiche
| Classifica (2021) | Posizione massima |
| ----------------- | ----------------- |
| Grecia            | 1                 |